# Tadas Klimavičius
Tadas Klimavičius  (* 10. Oktober 1982 in Kaunas) ist ein litauischer Basketballspieler. Er kann auf den Positionen Power Forward und Center spielen. Aktuell spielt er für Neptūnas Klaipėda in der LKL.

## Karriere

### Verein

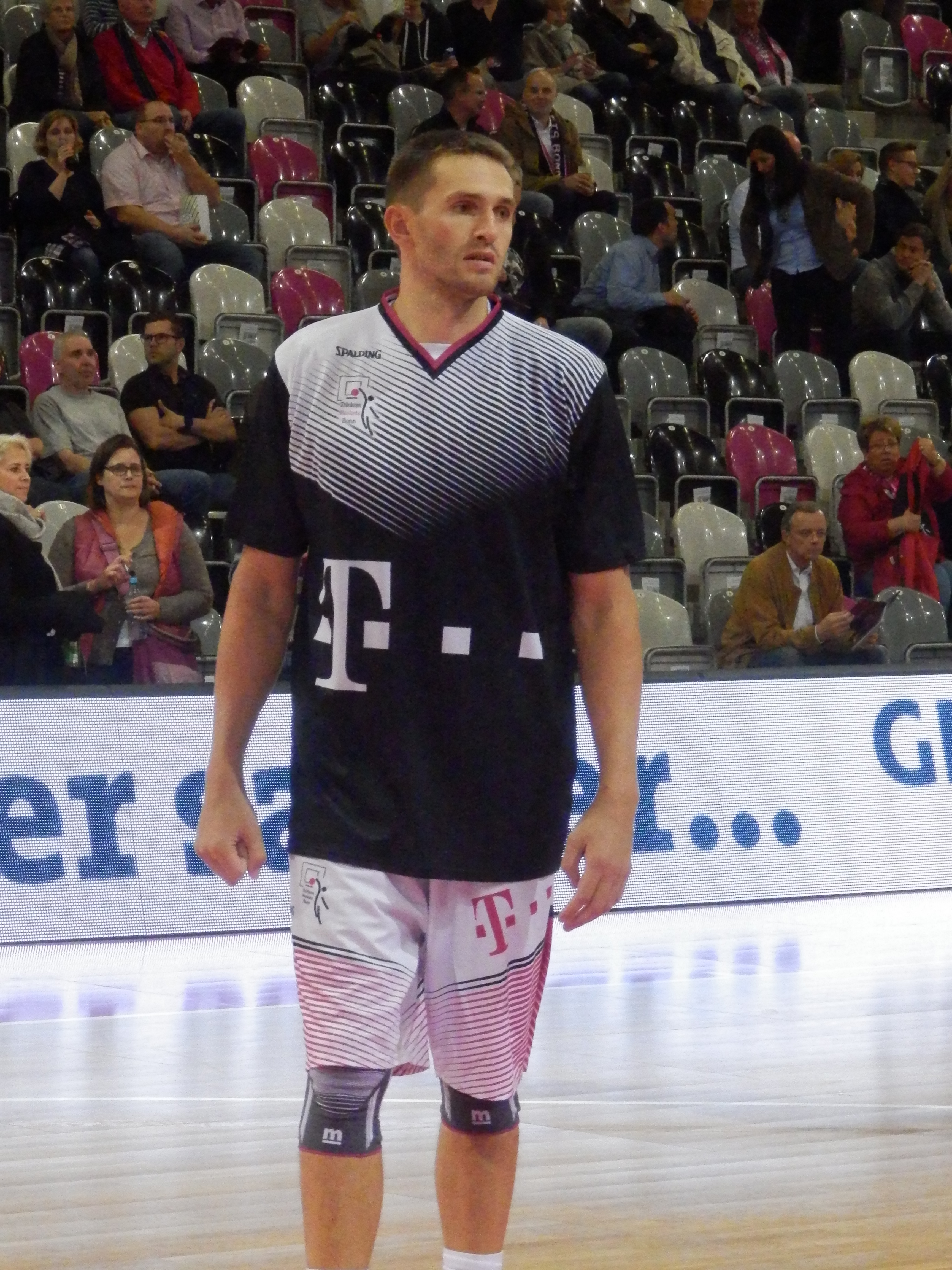
Tadas Klimavičius (2015)

Mit Žalgiris Kaunas gewann Klimavičius viermal in Folge die nationale Meisterschaft (2011–2014) und dreimal in Folge die Baltic Basketball League.
Nach sechs Jahren bei Kaunas wechselte Klimavičius im Sommer 2014 nach Deutschland zu den Telekom Baskets Bonn. In der Saison 2014/15 erzielte er durchschnittlich 12,9 Punkte und 6,0 Rebounds pro Spiel, in der folgenden Saison waren es 11,2 Punkte und ebenfalls 6,0 Rebounds pro Spiel. Am Ende der Spielzeit 2015/16 gab Klimavičius bekannt, wieder zu einem Verein aus seinem Heimatland Litauen wechseln zu wollen. In der Spielzeit 2016/17 steht Klimavičius bei Neptūnas Klaipėda unter Vertrag.

### Litauische Basketballnationalmannschaft
Bei der Basketball-Weltmeisterschaft 2010 gehörte Klimavičius zum Kader der litauischen Basketballnationalmannschaft. Er wurde in mehreren Spielen eingesetzt und erzielte durchschnittlich 3,9 Punkte und 2,9 Rebounds pro Spiel. Litauen gewann die Bronzemedaille.

## Erfolge
Verein
- Sieger der litauischen Basketballliga (LKL): 2011, 2012, 2013, 2014
- Sieger der Baltic Basketball League (BBL): 2010, 2011, 2012
- Finals-MVP der Baltic Basketball League (BBL): 2011

Nationalmannschaft
- . Platz bei der Basketball-Weltmeisterschaft 2010 in der Türkei